# غل شيخ
غل شيخ (بالفارسية: گل شیخ) هي قرية تقع في قسم قلندرآباد الريفي في إيران. يقدر عدد سكانها بـ 99 نسمة بحسب إحصاء 2016.